# Universidad Estatal de California
La Universidad Estatal de California (Cal State o CSU) es un sistema de universidades públicas en el estado de California, Estados Unidos. Está compuesto por 23 universidades con más de 400.000 estudiantes y 47.000 empleados entre personal docente y de servicios. CSU es el sistema universitario más grande de los Estados Unidos. Es uno de los tres sistemas de educación superior en el estado, junto con los de la Universidad de California y los Colegios Comunitarios de California. El sistema CSU fue incorporado como The Trustees of the California State University. Las oficinas principales del sistema están situadas en el 401 Golden Shore en Long Beach, California.
La Universidad Estatal de California fue fundada en 1960 bajo el Plan Maestro para Educación Superior de California y es una descendiente directa de la Escuela Normal Estatal de California - que comenzó como la Universidad Estatal de San José. Con cerca de 100.000 graduados anualmente, la CSU es la mayor productora de egresados en programas de grado del país. El sistema universitario colectivamente sostiene más de 150.000 puestos de trabajo y sus gastos relacionados llegan a más de $17 mil millones al año.
Un 60% de los profesores y más del 40% de los graduados en ingeniería del estado de California han estudiado en este sistema. También se han formado más profesionales de los negocios, las comunicaciones, la salud y las administraciones públicas que en todas las otras universidades californianas juntas. De hecho, cerca de la mitad de los graduados, aproximadamente un tercio de los másteres, y casi el dos por ciento de los doctorados del estado de California provienen de la California State University.
Además, la CSU es uno de los mejores sitios en los Estados Unidos para realizar estudios de pregrado si se desea continuar estudiando para obtener un doctorado en una área relacionada. Desde 1961, casi tres millones de exalumnos han recibido su grado, maestría, o doctorado del sistema CSU, que ofrece más de 1800 programas de grado en algunas de sus 240 áreas de conocimiento.

## Miembros
El sistema incluye 23 universidades:
| Universidad                                             | Año fundación | Equipos deportivos                                  |
| ------------------------------------------------------- | ------------- | --------------------------------------------------- |
| Universidad Estatal de San José                         | 1857          | Spartans (Espartanos)                               |
| Universidad Estatal de California, Chico                | 1887          | Wildcats (Gatos Monteses)                           |
| Universidad Estatal de San Diego                        | 1897          | Aztecs (Aztecas)                                    |
| Universidad Estatal de San Francisco                    | 1899          | Gators (Alligator; derivado del Puente Golden Gate) |
| Universidad Politécnica Estatal de California           | 1901          | Mustangs (Mustang)                                  |
| Universidad Estatal de California, Fresno               | 1911          | Bulldogs (Bulldog)                                  |
| Universidad Estatal Politécnica de California, Humboldt | 1913          | Lumberjacks (Leñador)                               |
| Academia Marítima de California                         | 1929          | Keelhaulers                                         |
| Universidad Estatal Politécnica de California, Pomona   | 1938          | Broncos                                             |
| Universidad Estatal de California, Los Ángeles          | 1947          | Golden Eagles (Águilas reales)                      |
| Universidad Estatal de California, Sacramento           | 1947          | Hornets (Avispones)                                 |
| Universidad Estatal de California, Long Beach           | 1949          | The Beach                                           |
| Universidad Estatal de California, East Bay             | 1957          | Pioneers                                            |
| Universidad Estatal de California, Fullerton            | 1957          | Titans                                              |
| Universidad Estatal de California, Northridge           | 1957          | Matadors                                            |
| Universidad Estatal de California, Stanislaus           | 1957          | Warriors                                            |
| Universidad Estatal de California, Dominguez Hills      | 1960          | Toros                                               |
| Universidad Estatal de Sonoma                           | 1960          | Seawolves                                           |
| Universidad Estatal de California, San Bernardino       | 1965          | Coyotes                                             |
| Universidad Estatal de California, Bakersfield          | 1965          | Roadrunners (Correcaminos grande)                   |
| Universidad Estatal de California, San Marcos           | 1988          | Cougars (Pumas)                                     |
| Universidad Estatal de California, Monterey Bay         | 1994          | Otters (Nutrias)                                    |
| Universidad Estatal de California, Channel Islands      | 2002          | Sin equipos deportivos                              |

## Historia
El sistema de la Universidad Estatal de California de hoy es un descendiente directo de la Escuela Normal Estatal de California (ahora la Universidad Estatal de San José), una escuela normal establecida por la legislatura de California el 2 de mayo de 1962. La Escuela Normal Estatal de California fue derivada de la Escuela Normal Minns Evening (fundada en 1857) ubicada en la ciudad de San Francisco, una escuela normal que educaba a maestros de San Francisco en asociación con el sistema de escuelas secundarias de esa ciudad. Una sucursal de la Escuela Normal Estatal de California para el sur del estado fue creada en Los Ángeles en 1882, cual se convirtió en la Universidad de California en Los Ángeles en 1919.
En 1887, la legislatura de California dejó la palabra "California" del nombre de las escuelas de San José y Los Ángeles, renombrándolas "Escuelas Normales Estatales". Después Chico (1887), San Diego (1897), y otras escuelas formaron parte del sistema de Escuelas Normales Estatales. En 1919, la Escuela Normal Estatal en Los Ángeles se convirtió en la Sección Sur de la Universidad de California. En 1921, las Escuelas Normales Estatales se convirtieron en los Colegios para Maestros Estatales. Para aquel entonces la mayoría de los campus empezaron a ser identificados por el nombre de su ciudad más la palabra "estatal".
En 1935, los Colegios para Maestros Estatales se convirtieron en los Colegios Estatales de California y fueron administrados por el Departamento de Educación del Estado de California en Sacramento. La Ley de Educación Superior Donohoe de 1960 le dio al sistema mayor autonomía del Estado de California.
El periodo de posguerra trajo una mayor expansión en el número de colegios en el sistema. Campus en Los Ángeles, Sacramento, y Long Beach fueron agregados al sistema entre 1947 a 1949. Después, siete escuelas fueron autorizadas para establecerse entre 1957 y 1960. Seis campus más entraron al sistema después del establecimiento de la Ley de Educación Superior Donahoe en 1960 elevando el número total a 23.
En 1972, el sistema se convirtió en La Universidad Estatal de California y Colegios, y todos los campus fueron renombrados con las palabras "Universidad Estatal de California" en sus nombres. El expresidente del cuerpo estudiantil de la Universidad Estatal de San Diego Calvin Robinson escribió el proyecto de ley, cual fue firmada en ley por el gobernador Ronald Reagan, que le dio a cada Universidad Estatal de California la opción de regresar a sus nombres antiguos: Universidad Estatal de San José,  Universidad Estatal de San Diego,  Universidad Estatal de San Francisco etc. En 1982, el sistema CSU dejó la palabra "colegios" de su nombre.
Hoy los campus de la CSU incluye universidades integrales y universidades politécnicas junto con la única academia marítima en el oeste de los Estados Unidos - una que recibe ayuda de la Administración Marítima de los EE. UU..

## Gobernanza
La estructura de gobierno de la Universidad Estatal de California es principalmente determinada por ley estatal. La Universidad Estatal de California se administra en última instancia por los 25 miembros (24 con voto, uno sin voto) de la Junta Directiva de la Universidad Estatal de California. Los miembros de la junta nombran al Canciller de la Universidad Estatal de California, quien es el director ejecutivo del sistema, y a los presidentes de cada campus, quienes son los directores ejecutivos de sus respectivos campus.
El Senado Académico de la Universidad Estatal de California, compuesto de representantes elegidos de la facultad de cada campus, recomienda políticas académicas a la junta directiva a través del canciller.

### Junta Directiva
La Universidad Estatal de California es administrada por los 25 miembros de la Junta Directiva (en inglés Board of Trustees, BOT). Los reglamentos del BOT están codificados en el Título 5  del Código de Regulaciones de California (CCR). La BOT está compuesta de:
- 16 miembros que son nombrados por el Gobernador de California con el consentimiento del Senado
- Dos estudiantes de la Universidad Estatal de California son nombrados por el gobernador
- Un profesor titular es nombrado por el gobernador de una lista de nombres del Senado Académico
- Un representante de las asociaciones de exalumnos de la universidad estatal son seleccionados para un mandato de dos años por el concilio de exalumnos de la Universidad Estatal de California
- 5 miembros ex officio
  - Gobernador
  - Vicegobernador
  - Presidente de la Asamblea
  - Superintendente de Instrucción Pública del Estado
  - el Canciller de la CSU

#### Miembros actuales
Miembros ex officio:
- Jerry Brown, Gobernador de California
- Gavin Newsom, Vicegobernador de California
- John Pérez, Presidente de la Asamblea
- Tom Torlakson, Superintendente de Instrucción Pública
- Timothy P. White, Canciller de la CSU

Miembros nombrados: Roberta Achtenberg, Bernadette Cheyne, Debra S. Farar, Kenneth Fing, Margaret Fortune, Lupe Garcia, Steven Glazer, William Hauck, Bob Linscheid, Peter Mehas, Henry Mendoza, Lou Monville, Hugo Morales, James "Larry" Norton y Glen Toney.
Miembros estudiantiles (también nombrados): Cipriano Vargas (con voto) y Talar Alexanian (sin voto).

### Canciller
La posición del canciller es declarado por estatuto, y es definido por las resoluciones del BOT. La delegación de autoridad del BOT al canciller ha históricamente sido controlado por una resolución del BOT titulado "Declaración de Principios Generales en la Delegación de Autoridad y Responsabilidad" del 4 de agosto de 1961, y ahora es controlado por las Órdenes Permanentes de la Mesa Directiva de la Universidad Estatal de California. El canciller es el director ejecutivo, y todos los presidentes se reportan directamente al canciller.

#### Cancilleres
- Glenn S. Dumke (1962–1982)
- W. Ann Reynolds (1982–1990)
- Ellis E. McCune [Acting] (1990–1991)
- Barry Munitz (1991–1998)
- Charles B. Reed (1998-2012)
- Timothy P. White (2012–present)[11]